# San Fernando (Camarines Sur)
San Fernando es un municipio filipino de segunda clase, perteneciente a la provincia de Camarines Sur, en la región de Bicolandia.

## Historia
Hacia mediados del siglo XIX, el lugar tenía contabilizada una población de 3753 habitantes, repartidos en 626 casas. Aparece descrito en el segundo volumen del Diccionario geográfico, estadístico, histórico de las Islas Filipinas (1851) de Manuel Buzeta Núñez y Felipe Bravo con las siguientes palabras:

FERNANDO (San): pueblo con cura y gobernadorcillo, en la isla de Luzon, prov. de Camarines-Sur, dióc. de Nueva Cáceres; se halla sit. en los 126° 51' long., 13° 31' lat., á la orilla de un riach., en terreno llano, y su clima es bastante templado y saludable. En el dia tiene como unas 626 casas, en general de sencilla construccion, distinguiéndose entre ellas la parroquial y la llamada tribunal ó de comunidad, donde está la cárcel; hay escuela de primeras letras, á la que concurren muchos alumnos; está escasamente dotada de los fondos de comunidad; la igl. parr. es de buena fábrica, y está servida por un cura secular. Próximo á esta se halla el cementerio, que es capaz y ventilado. Este pueblo tiene caminos regulares, que se dirigen á sus inmediatos, y recibe de la cab. en dias indeterminados el correo semanal establecido en la isla. El term. confina por N. con Nueva-Cáceres, cap. ó cab. de la prov. (dist. 1 ½ leg.); por S. E. el de Bula (á 2 ½ id.); por E. con el de Minalabag (½ leg.); y por O. con la cord. de montes que corre á lo largo de la prov. de N. O. á S. E. El terreno es muy fértil, y está regado de algunos riach.: en sus montes se crian buenas maderas de construccion y ebanistería, caza mayor y menor, se coje tambien mucha miel y cera, que depositan las abejas en los sitios que encuentran mas á propósito para ello: en la parte reducida á cultivo las prod. son arroz, maiz, abacá, cacao, algodon, añil, legumbres, fruta, etc.; y la ind. se reduce á la agricultura, al tejido de varias telas y al corte de las escelentes maderas que, como ya hemos dicho, se crian en sus bosques. El com. se reduce á la esportacion del sobrante de sus prod. naturales y fabriles. pobl. 4,753 alm., 572 ½ trib., que ascienden á 5,725 rs. plata, equivalentes á 14,312 ½ rs. vn.
(Buzeta y Bravo, 1851, p. 39)

En 2020, tenía censados 38 626 habitantes.